# Dakota (песня)
«Dakota» («Дакота») (выпущена в США под названием «Dakota (You Made Me Feel Like the One)» (с англ. — «Дакота (С тобой я чувствовал себя единственным)») — песня валлийской рок-группы «Stereophonics»; первый сингл с их пятого студийного альбома Language. Sex. Violence. Other?, выпущенный 28 февраля 2005 года.
Это был первый сингл Stereophonics, достигший 1-го места в UK Singles Chart и попавший в чарт Alternative Songs. Песня находилась в британском сингл-чарте в общей сложности 35 недель, больше, чем все другие синглы Stereophonics. Песню сравнивали с работами U2. Она также появилась в видеоиграх FIFA Manager 06 и Pro Evolution Soccer 2010.

## Написание
Келли Джонс начал писать музыку для «Dakota» в январе 2004 года. Он остановился в гостиничном номере в Париже, когда Stereophonics проводили промо-тур You Gotta Go There to Come Back, и пытался найти новое звучание. Месяц спустя, когда группа была в гастролях в США, он написал текст в Вермиллионе, и первоначальным рабочим названием песни было название этого города. После того, как Slipknot выпустили песню со своего третьего альбома под названием «Vermilion», а Mercury Rev выпустили свой шестой альбом с песней, также названной «Vermillion», группа решила изменить название песни на «Dakota» в честь многоквартирного дома в Нью-Йорке. Одна из повторяющихся строк песни «Take a look at me now» (с англ. — «Посмотри на меня») была впервые использована — в похожей манере — в их предыдущем сингле «Since I Told You It’s Over».

## Продвижение
Диджей BBC Radio 1 Джо Уайли была первым человеком, поставившим «Dakota» в эфире. Келли и Ричард Джонс представили эту песню в рамках передачи «10 альбомов, которые стоит послушать в 2005 году».

### Радиоротация в США
«Dakota» стала первым синглом Stereophonics, добившимся успеха на альтернативных рок-радиостанциях в США, где он продвигался под названием «Dakota (You Made Me Feel Like the One)». «Dakota» становилась всё более популярной в США и в конечном итоге стала первой песней Stereophonics, попавшей в рок-чарты США, а именно в Billboard Modern Rock Tracks. Сингл впервые попал в чарт 9 июля 2005 года, почти через полгода после изначального выпуска. Песня завоевала 34 место в чарте и продержалась в нём шесть недель.

## Релиз
За четыре недели до официального выпуска сингла «Dakota» была выпущена эксклюзивно в iTunes Store. Также песня была доступна для загрузки с веб-сайта группы. Официальный релиз сингла состоялся 28 февраля 2005 года на четырёх форматах: CD-сингл, макси-сингл, винил и DVD-сингл.
Альбомная версия «Dakota» стала первым треком в сборнике величайших хитов Stereophonics Decade in the Sun: Best of Stereophonics.

### Видеоклип
Видеоклип «Dakota» был снят в Южной Дакоте, США. В нём содержатся кадры путешествия Stereophonics по Дакоте. В течение видео группа проезжает различные достопримечательности Дакоты, например Рашмор. Клип был эксклюзивно показан на MTV перед началом ротации на других музыкальных каналах.

## Реакция критиков и публики

### Отзывы критиков
«Dakota» получила положительные отзывы от критиков. Редактор AllMusic Маккензи Уилсон в обзоре альбома упомянула «блестящие гитарные хуки» песни. Отметив также композиции «Brother» и «Girl», она заявила, что «находит второе пришествие Stereophonics убедительным». В рейтинге «100 лучших песен 2005 по версии читателей» от журнала Q «Dakota» заняла 8-е место. Британский музыкальный журналист Джеймс Мастертон назвал песню лучшим синглом 2005 года. Алексис Петридис из The Guardian похвалил песню за замену своего «стандартного самодовольного громыхания на упорно пульсирующий синтезатор» и за «весёлый и потрясающий припев».
Пит Кэшмор из NME критиковал «Dakota» за то, что она звучит как стадионная песня U2, и за «слишком большую озабоченность впечатляющим шумом и недостаточную заинтересованность мелодией».

### Коммерческие показатели
«Dakota» стала первым синглом Stereophonics, возглавившим UK Singles Chart и UK Official Download Chart. Он продержался в UK Singles Chart 44 недели и занял 40-е место в годовом чарте. Этот сингл стал первым в истории группы синглом, попавшим в чарт Modern Rock Tracks, завоевав 34 место. В Ирландии песня стала 8-й и оставалась в чарте в течение семи недель.

## Трек-лист
| №  | Название         | Длительность |
| -- | ---------------- | ------------ |
| 1. | «Dakota»         |              |
| 2. | «Long Way Round» |              |

| №  | Название                     | Длительность |
| -- | ---------------------------- | ------------ |
| 1. | «Dakota»                     |              |
| 2. | «Dakota» (Footswitch Rework) |              |
| 3. | «Soul» (Demo)                |              |
| 4. | «Dakota» (video)             |              |

| №  | Название                                    | Длительность |
| -- | ------------------------------------------- | ------------ |
| 1. | «Dakota» (Rehearsal footage) (Video)        |              |
| 2. | «Dakota» (Studio recording footage) (Video) |              |
| 3. | «Dakota» (Audio)                            |              |
| 4. | «Photo Gallery»                             |              |

| №  | Название         | Длительность |
| -- | ---------------- | ------------ |
| 1. | «Dakota»         |              |
| 2. | «Long Way Round» |              |

## Персонал
| Stereophonics - Келли Джонс — вокал, гитара, фортепиано - Ричард Джонс — бас-гитара - Хавьер Уэйлер — ударные | Технический - Производство — Келли Джонс, Джим Лоу - Микширование — Келли Джонс, Джим Лоу - Звукорежиссёр — Джим Лоу |

## Чарты и сертификация
| Чарт (2005)                         | Наивысшая позиция |
| ----------------------------------- | ----------------- |
| Австралия (ARIA)                    | 22                |
| Бельгия/Валлония (Ultratop 50)      | 18                |
| Великобритания (OCC UK Singles)     | 1                 |
| Великобритания (OCC UK Indie)       | 1                 |
| Ирландия (IRMA)                     | 8                 |
| Нидерланды (Single Top 100)         | 74                |
| Новая Зеландия (Recorded Music NZ)  | 20                |
| США (Billboard Alternative Airplay) | 34                |
| Шотландия (OCC Scotland)            | 1                 |
| Чарт (2010)                         | Наивысшая позиция |
| Бельгия/Фландрия (Ultratop 50)      | 1                 |
| Чарт (2012)                         | Наивысшая позиция |
| Великобритания (OCC UK Singles)     | 29                |

| Чарт (2005)                                | Позиция |
| ------------------------------------------ | ------- |
| UK Singles Chart (Official Charts Company) | 40      |

| Регион                                                                      | Сертификация  | Продажи   |
| --------------------------------------------------------------------------- | ------------- | --------- |
| Великобритания (BPI)                                                        | 3× Платиновый | 1 800 000 |
| Данные о продажах + прослушиваниях приведены только на основе сертификации. |               |           |